# Derin Sular
Derin Sular è un serial televisivo drammatico turco composto da 116 puntate, trasmesso su Fox dal 14 febbraio al 1º agosto 2011.

## Trama
La serie racconta la vita di giovani adolescenti che si rendono conto che la vita non è facile, dopo che hanno appena terminato il liceo per iniziare il college.

## Puntate
| Stagione       | Puntate | Prima TV Turchia | Prima TV Italia |
| -------------- | ------- | ---------------- | --------------- |
| Prima stagione | 116     | 2011             | inedita         |

## Personaggi e interpreti
- Nisan, interpretata da Deniz Baysal.
- Kuzey, interpretato da Alican Albayrak.
- İrem, interpretata da Hilal Altınbilek.
- Toprak, interpretato da Şükrü Özyıldız.
- Ali Rıza, interpretato da Tayfun Eraslan.
- Leyla, interpretata da Ceyhan Gölcek.
- Zeynep, interpretata da Güneş Köksal.
- Ezgi, interpretata da Özben Deneç.
- Aydan, interpretata da Handan Yıldırım.
- Necdet, interpretato da Atilla Karagöz.
- Iskender, interpretato da Kerem Poyraz Kayaalp.
- Semra, interpretata da Nese Arat.
- Aziz Usta, interpretato da Kemal İnci.
- Feryal, interpretata da Başay Okay.
- Doruk, interpretato da San Bingöl.
- Doruk, interpretato da Canberk Denizli.
- Hamdi, interpretato da Alican Akman.
- Studentessa, interpretata da Zekiye Su Akyil.

## Produzione
La serie è diretta da Iraz Okumuş, Gürsel Ateş e M. Taner Gündöner, scritta da Filiz Alpgezmen ed Eylem Akın e prodotta da Düş Gezginleri Film.

### Riprese
Le riprese sono state effettuate interamente a Smirne e nei dintorni.